# バーンヤード・ドッグ
バーンヤード・ドッグ （現：ジョージ・P・マンドレーク）（Barnyard Dawg （現：George P. Mandrake））は、ルーニー・テューンズのキャラクター。

## キャラクター
バセット・ハウンドという犬がモデルで、本名は、ジョージ・P・マンドレーク（George P. Mandrake）として知られ、『かわいい子には旅を（Walky Talky Hawky）』で初デビュー。
『邦題不明（One Meat Brawl）』では、ポーキー・ピッグのペットとして登場した。
バーンヤードの宿敵は、フォグホーン・レグホーンであり、いつもフォグホーンに悪戯をしている。
テレビでは『バッグス・バニー・ショー』で、バーンヤードが『今回は邪魔者（フォグホーン）がいないようですから、ごゆっくりお楽しみください』と視聴者に向けて言った。なお、『ルーニー・テューンズ・ショー』のオープニングでは、フォグホーンにお尻を叩かれてしまう。
スペース・ジャムでは、Tune Squadのメンバーとして参加している。テレビアニメでは、ルーニー・テューンズ・ショーに出演している。
彼はまた、就学前のシリーズ「バッグス・バニービルダーズ」にも出演している。その番組では、彼のフルネームがジョージ・P・マンドレーク公式に言及されている。

## 声優
英語版
1943年から1963年まではメル・ブランクが担当。
ブランクの死後は、以下の声優が担当した。
- ビリー・ウェスト（1996年、2003年）
- ジェフ・バーグマン（2003年）
- グレッグ・バーソン（2003年）
- ジョー・アラスカイ（2008年）
- ベン・ファルコーネ（2011年、歌声のみ）
- エリック・バウザ（2018年）

日本語版
判明分のみ記載する
- 槐柳二（マンガ大作戦[4]）
- 荒川太朗（ぶっちぎりステージ）
- 大友龍三郎（ルーニー・テューンズ'96）
- チョー（バッグス・バニー・ショー以降）